# Toile de fond
Pour les articles homonymes, voir Background.
Une toile de fond (backstory ou background story en anglais) est un cadre dans lequel se déroulent des événements. Elle sert à replacer un sujet par rapport à une situation générale. Elle est utilisée dans les domaines littéraires, cinématographiques et ludiques.
L’expression vient du théâtre, où une toile peinte en fond de scène représente le cadre de l'action. Elle figure un paysage champêtre, urbain ou d'intérieur.
Dans le cinéma primitif, tout décor était une toile de fond. « Pour capturer l’indispensable lumière solaire, les cinéastes des débuts conçoivent un dispositif plutôt sommaire et très économique, à l’image des tréteaux de forains ou des théâtres à deux sous, ils tendent une simple toile peinte dans un parc, un jardin, une cour, représentant en à-plat le lieu où doit se dérouler l’action, aussi bien les murs que les fenêtres et certains éléments de décoration comme les cheminées, voire les meubles. Bien entendu, le sol lui aussi est un simple tapis ou une autre toile peinte. »
Dans le cadre des jeux de rôle, l'expression « toile de fond » est utilisée comme traduction du terme anglais background. Elle apparait notamment dans le Guide du maître de la première édition des Règles Avancées de Donjons et Dragonou dans la deuxième édition de Mega.